# ترکمپور
ترکمبور یکی از روستاهای استان آذربایجان شرقی است که در دهستان مهران‌رود مرکزی بخش مرکزی شهرستان بستان‌آباد واقع شده‌است.این روستا ۴۰۸ نفر جمعیت دارد.